# Orthetrum signiferum
Orthetrum signiferum là loài chuồn chuồn trong họ Libellulidae. Loài này được Lieftinck mô tả khoa học đầu tiên năm 1926.